# پایگاه هوایی آلتنشتات
پایگاه هوایی آلتنشتات (به انگلیسی: Altenstadt Air Base) (به زبان بومی: Heeresflugplatz Altenstadt) یک فرودگاه نظامی است که یک باند فرود چمن دارد و طول باند آن ۷۰۰ متر است. این فرودگاه در شهر آلتنشتات کشور آلمان قرار دارد و در ارتفاع ۷۳۹ متری از سطح دریا واقع شده است.